# Квасник

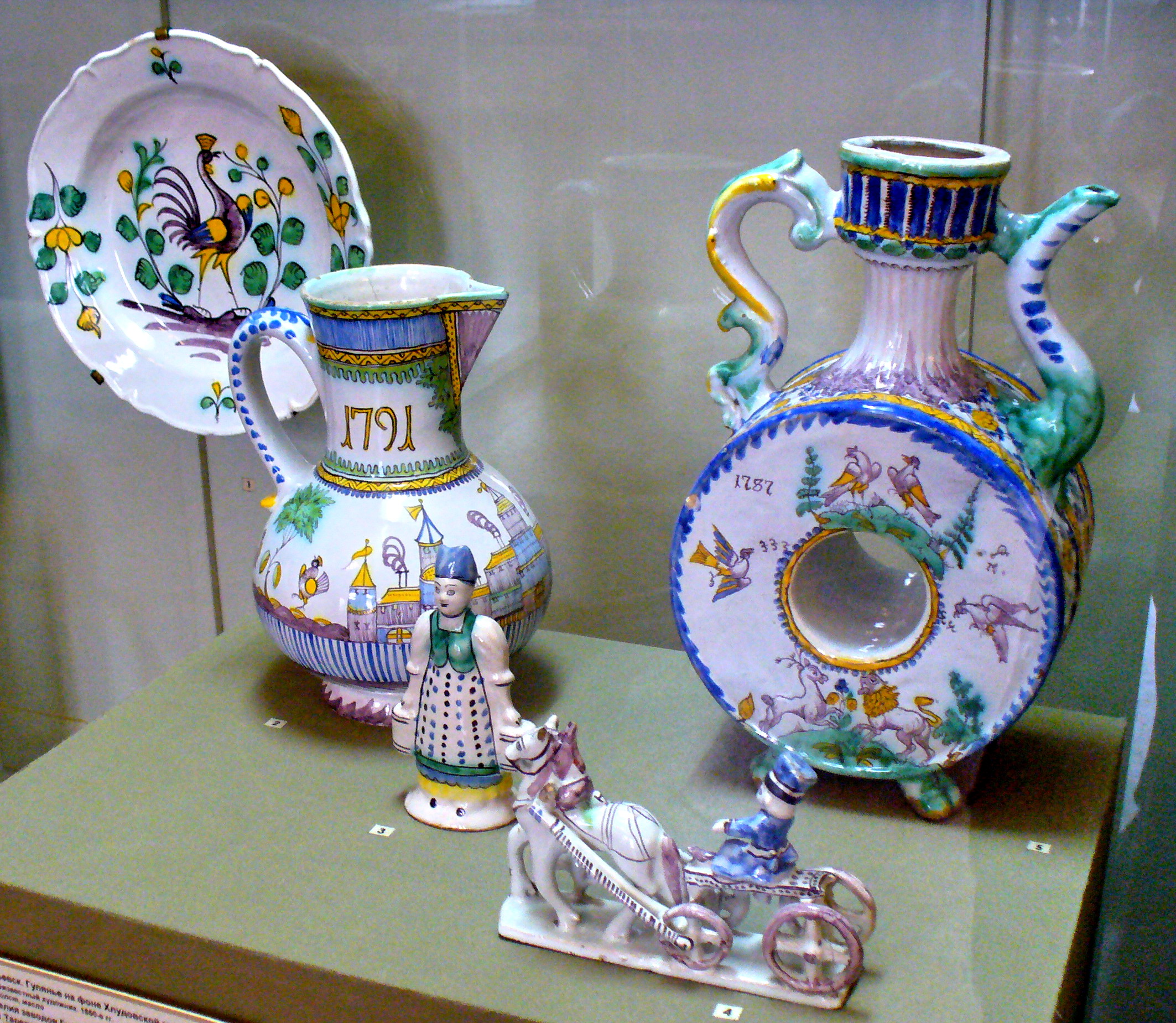
Квасник XVIII сторіччя (праворуч)

Квасни́к — посуд, в якому зберігають та подають до столу дріжджовий або фруктовий квас. За словником Б. Грінченка, «кадка для квашенія». 

## Історія
З XIX сторіччя назва «квасник» закріпилася за керамічною посудиною бубликоподібної форми з носиком, великим горлом і вигнутою ручкою, в середині корпусу якого залишено порожнистий отвір для поміщення льоду, який охолоджував вміст. Найранніша відома посудина такої форми датується 1771 роком і була виготовлена в Гжелі.
Керамічні квасники часто оздоблювали різьбленням або розписувалися сценами битв чи полювання, зображеннями людей, тварин, будівель. У наш час виготовлення квасників має насамперед декоративне значення.